# Medieval Lords: Soldier Kings of Europe
Medieval Lords: Soldier Kings of Europe est un jeu vidéo de stratégie au tour par tour créé par Martin Campion et publié par Strategic Simulations en 1991 sur Commodore 64 et IBM PC. Le jeu  se déroule au Moyen Âge entre 1028 et 1530 en Europe, en Afrique du nord et au Moyen-Orient. Il propose six scénarios, qui peuvent être joués seul contre l’ordinateur ou en multijoueur, dans lesquels le joueur conseille un seigneur de l’Europe médiévale avec pour objectif de faire prospérer son domaine. A ce titre, le joueur gère les aspects de politique intérieure et extérieure ainsi que les opérations de conquête de son seigneur. Le jeu est développé par Martin Campion, un professeur d’histoire, comme une simulation historique destinée à un usage éducatif. Son thème médiéval lui est suggéré par un employé de  Strategic Simulations, l’éditeur de son précédent jeu, Rails West! (1984). Le jeu ayant initialement été développé sur Apple II, il ne bénéficie ni de l’utilisation de la souris, ni d’effets sonores, et ses graphismes sont minimalistes. À sa sortie, sa réalisation est ainsi très critiquée dans la presse spécialisée. Plusieurs magazines saluent en revanche son côté ludique et éducatif et le décrivent comme un jeu amusant et stimulant malgré ses défauts. Selon son créateur, il ne se vend néanmoins qu’à 7 000 exemplaires.

## Système de jeu
Medieval Lords est un jeu de stratégie au tour par tour dans lequel le joueur conseille un seigneur de l’Europe médiévale avec pour objectif de faire prospérer son domaine. Il propose six scénarios, qui débutent à un intervalle de cent ans à partir de 1028 et qui permettent au joueur de gérer son domaine jusqu’en 1530. Il permet d’affronter jusqu’à six opposants gérés par l’ordinateur, pour lesquels le joueur peut choisir entre trois niveaux de difficulté. Jusqu’à dix joueurs peuvent de plus participer à une partie. Dans le jeu, le joueur peut être amené à conseiller différents seigneurs, comme un roi, un duc, un calife, un empereur ou un pape. A ce titre, le joueur gère les aspects de politique intérieure, extérieure et militaire du domaine. Le joueur choisit le seigneur qu’il souhaite servir au début d’une partie. Si celui-ci vient à mourir, il peut en changer mais souffre d’une pénalité. Le jeu s’appuie sur un système de points de victoires. Le joueur gagne ainsi des points en développant son domaine ou en conquérant de nouvelles provinces, et il en perd en cas de défaite ou de révolte. Il n’est donc pas forcément nécessaire de conquérir l’Europe pour gagner, le joueur pouvant acquérir des points de victoires par un développement efficace de son domaine. A la fin de la partie, en fonction de son nombre de points, le joueur se voit attribuer un rang allant d’esclave à prince.
Le jeu se déroule sur une carte représentant l’Europe, l’Afrique du Nord et le Moyen-Orient. Le joueur peut la faire défiler, seule une portion de celle-ci étant affichée à l’écran. Cette portion de carte, représentant les provinces avoisinantes, occupe la majeure partie de l’écran. En bas de l’écran sont affichés les menus qui permettent au joueur d’entrer des commandes à l’aide du joystick. Une partie se déroule au tour par tour. Chaque tour représente une année et est composé de trois phases : une pour les évènements et la collecte des taxes, une pour la réalisation des actions, et une pour la fin du tour. La première est principalement informative et signifie au joueur les évènements qui impactent son domaine et la quantité d’argent qu’il va collecter pendant l’année. Dans la phase suivante, le joueur peut tenter de réaliser un nombre limité d’actions (entre 3 et 6 suivant l’option choisie). Le succès dans la réalisation de ces actions dépend des qualités du seigneur du joueur, déterminées de manière aléatoire par l’ordinateur. Ces actions incluent d’abord les aspects de développement du domaine, comme subvenir aux besoins des cités, de la noblesse et des bureaucrates, la construction de châteaux, la signature de traités et la corruption des ennemis. En investissant dans les cités, le joueur augmente ses revenus alors qu’en faisant de même dans la noblesse, il améliore ses capacités militaires,. En plus du développement de son domaine, les actions permettent de gérer les armées du joueur, dont leur création, leurs déplacements, leurs combats et la répression d’éventuelles révoltes. La dernière phase informe le joueur sur sa situation financière et met à jour son score.  

## Développement
Medieval Lords est conçu et programmé par Martin Campion, un professeur d’histoire du Kansas, comme une simulation historique destiné à un usage éducatif. Il commence a travailler sur le jeu après avoir développé les versions Apple II, Atari 8-bit et Commodore 64 de son précédent jeu, Rails West!, et avoir abandonné un projet de jeu de grande stratégie sur le thème de la Seconde Guerre mondiale. Le thème médiéval lui est suggéré par Chuck Kroegel, un des employés de Strategic Simulations, l’éditeur de Rails West!. Initialement conçu pour l’Apple II, le jeu est finalement publié par Strategic Simulations sur Commodore 64 au printemps 1991, puis sur IBM PC à l’été,.

## Accueil
| Medieval Lords        |      |       |
| Média                 | Nat. | Notes |
| Computer Gaming World | US   | 3/5   |
| Joystick              | FR   | 55 %  |

Dans sa critique de la version PC de Medieval Lords publiée dans Computer Gaming World, le journaliste Chuck Moss estime tout d’abord que graphiquement, il constitue « un retour en arrière » jusqu’à l’époque d’un Colonial Conquest, et que dans ce domaine, il est loin d’être au niveau de jeu comme Command HQ, Populous, Railroad Tycoon ou Sword of Aragon. Il juge également que son interface graphique est « maladroite » et que la plupart des informations données au joueur sont sévèrement et historiquement limitées. Il explique ensuite qu’en tant que simulation historique, les puristes peuvent lui reprocher de proposer une approche simpliste de la politique médiévale et de générer l’apparition des personnages historiques à des dates aléatoires, ce qui réduit son potentiel éducatif concernant la compréhension de cette période. Il estime cependant que l’intérêt du jeu n’est pas de proposer une simulation conforme à la chronologie historique mais de permettre une bonne compréhension de la dynamique de cette période et que, dans ce domaine, le jeu est une réussite. Il note également que les fans de wargames peuvent lui reprocher de ne pas prendre en compte certains paramètres, comme l’influence du terrain sur les déplacements, mais juge que ce serait oublier qu’il ne s’agit pas d’un wargame mais d’un jeu de stratégie, dont l’intérêt réside dans la prise de décision et non dans une simulation détaillée d’un conflit militaire. En conclusion, il explique d’abord qu’il « privilégie clairement la jouabilité sur la présentation » et qu’en ce sens, il s’adresse avant tout aux fans de jeux de stratégie n’ayant pas besoin d’être séduits par des artifices marketing pour essayer « un excellent jeu ». Il note ensuite que son interface et sa simplicité le rendent « facile à prendre en main » avant de conclure qu’il s’agit d’un jeu « intrigant », « amusant et stimulant malgré, ou grâce à, ses limitations ». Toujours concernant la version PC, le journaliste du magazine Joystick déplore tout d’abord que le jeu ne profite ni de graphismes en VGA, ni des cartes sons, ni de la souris, ce qui le rend selon lui « moche, inattrayant et rébarbatif ». S’il estime pouvoir pardonner ce genre de défaut à un wargame qui offre une excellente jouabilité ou des options extraordinaires, il juge que Medieval Lords en est loin. Il conclut ainsi en le décrivant comme une simple adaptation d’un jeu Apple II sur PC, datant d’une époque qu’il estime être « le Moyen Âge de l’informatique ». Concernant la version Commodore 64 du jeu, le journaliste du magazine Compute! salue tout d’abord son système de jeu « flexible », sa « bonne jouabilité » et ses nombreuses options qui augmentent sa rejouabilité. Il estime ensuite qu’il bénéficie de l’expertise de professeur d’histoire de son concepteur, qui propose ainsi un programme « fidèle à la réalité historique » et qui donne au joueur un rôle actif dans l’histoire du Moyen Âge. Il juge le résultat « amusant et stimulant », mais aussi « informatif et dynamique », et note qu’il peut donc facilement être utilisé comme un moyen éducatif. Il déplore en revanche ses graphismes minimalistes et l’absence d’effet sonore. Il estime ainsi que son point fort réside dans les détails et dans sa manière de simuler le Moyen Âge avant de conclure qu’il est parfaitement adapté aux joueurs intéressés par cette époque ou cherchant un jeu de conquête qui met l’action dans les mains du joueur.
D’après son créateur, le jeu s’est vendu à 7 000 exemplaires, soit autant que son précédent jeu, Rails West!.